# Human Touch
Albums de Bruce Springsteen
Tunnel of Love
(1987) Lucky Town
(1992)
Human Touch est un album de Bruce Springsteen sorti en 1992, le même jour que Lucky Town.

## Liste des pistes
| No  | Titre                        | Durée |
| --- | ---------------------------- | ----- |
| 1.  | Human Touch                  | 6:31  |
| 2.  | Soul Driver                  | 4:39  |
| 3.  | 57 Channels (And Nothin' On) | 2:28  |
| 4.  | Cross My Heart               | 3:51  |
| 5.  | Gloria's Eyes                | 3:46  |
| 6.  | With Every Wish              | 4:39  |
| 7.  | Roll of the Dice             | 4:17  |
| 8.  | Real World                   | 5:26  |
| 9.  | All or Nothin' At All        | 3:23  |
| 10. | Man's Job                    | 4:37  |
| 11. | I Wish I Were Blind          | 4:48  |
| 12. | The Long Goodbye             | 3:30  |
| 13. | Real Man                     | 4:33  |
| 14. | Pony Boy                     | 2:14  |

## Musiciens du disque
- Bruce Springsteen – guitare et voix, basse sur 57 Channels (And Nothin' On)
- Randy Jackson – basse
- Jeff Porcaro – batterie et percussions
- Roy Bittan – claviers
- Patti Scialfa – voix sur Human Touch et Pony Boy
- Michael Fisher – percussion sur Soul Driver
- Bobby Hatfield – voix sur I Wish I Were Blind
- Bobby King – chœurs sur Roll of the Dice et Man's Job
- Sam Moore – chœurs sur Soul Driver, Roll of the Dice, Real World' et Man's Job
- Tim Pierce – seconde guitare sur Soul Driver et Roll of the Dice
- David Sancious – Orgue Hammond sur Soul Driver et Real Man